# مسجد بابا حاجي
مسجد بابا حاجي هو مسجد تاريخي يعود إلى عصر الدولة الصفوية والدولة الزندية، ويقع في أران وبيدغل.